# Tannishō
Tannishō (歎異抄), literalmente Lamentaciones de las desviaciones, es una de las obras clásicas del budismo de la Tierra Pura. Alrededor del año 1288, o sea más de dos décadas después del fallecimiento del Maestro Shinran (1173-1262), fundador de la Escuela de la Verdadera Tierra Pura, su discípulo Yuien (1222-1289) se impuso la tarea de luchar contra las tergiversaciones de las enseñanzas de su Maestro, así como de salvaguardar fielmente su verdad.  
Las enseñanzas de esta escuela eran sencillas: "Por el Prístino Voto de Amida, cualquier persona puede alcanzar la Tierra Pura. Para la gente común y corriente que no puede dedicarse a las prácticas severas, basta con recitar el nombre de Amida". Esta "práctica fácil" que cualquiera podía ejercitar, se conoció como el budismo del Otro Poder. En su origen, la corriente dominante del budismo consideraba que para alcanzar la iluminación se necesitaba realizar la "práctica difícil", o el entrenamiento severo, a ser posible, de un bonzo. En este sentido, podría decirse que esta escuela reestructuró el budismo desde el requisito de alcanzar la iluminación por el Propio Poder al budismo del Otro Poder por medio del nenbutsu. A ello se debe que el budismo de la Tierra Pura fuera aceptado ampliamente como la religión y la práctica espiritual para los débiles y la gente común.   